# Biserica Sfântul Dimitrie din Călmățui
Biserica „Sf. Dimitrie” din Călmățui, denumită și Biserica „Sf. Gheorghe” din Călmățui (după hramul vechi), este o biserică ortodoxă din satul Călmățui (comuna Grivița, județul Galați). Ea a fost construită în secolul al XIX-lea, fiind finalizată în anul 1865. Lăcașul de cult l-a avut inițial ca ocrotitor pe Sf. Gheorghe, dar ulterior hramul a fost schimbat în cel al Sf. Dimitrie (după numele lui Dimitrie Anastasiu). 
Biserica „Sf. Dimitrie” din Călmățui a fost inclusă pe Lista monumentelor istorice din anul 2015 din județul Galați la numărul 182, având codul de clasificare  GL-II-m-B-03077. Pe această listă, lăcașul de cult este denumit Biserica „Sf. Gheorghe” din Călmățui, după hramul inițial al bisericii. Biserica ar fi fost construită în anul 1809 și refăcută în perioada 1862-1865. De asemenea, Conacul Tache Anastasiu din Călmățui, construit la sfârșitul secolului al XIX-lea lângă biserica „Sf. Gheorghe”, este inclus pe aceeași listă a monumentelor istorice, cu codul GL-II-m-B-03076.

## Istoric
Potrivit istoricului Nicolae Stoicescu, Biserica „Sf. Gheorghe” din Călmățui ar fi fost construită înaintea anului 1809, ea apărând pe o catagrafie din acel an. Ea ar fi fost refăcută de căminarul Alexe Anastasiu (1801-1868), proprietar al moșiei Brehoaia, în perioada 1862-1865.
După alte surse, Biserica „Sf. Gheorghe” ar fi fost clădită de căminarul Alexe Anastasiu în jurul anului 1830. Nu se cunosc cu exactitate anii construirii bisericii, dar se știe că aceasta a fost finalizată la 30 august 1865. Biserica l-a avut inițial ca ocrotitor pe Sfântul Mare Mucenic Gheorghe. 
În interiorul bisericii se află chipul pictat al ctitorului Alexe Anastasiu, deasupra căruia se află următoarea inscripție în limba română cu caractere chirilice: „Fondatorul acistui sint lăcașu, înălțatu în onorea martirului Georgie, în satul Brehoe, di către proprietarul moșie, Alexi Anastasiu Jevalexi, di națiune elinu, din Ipiru, districtul Zagora, satul Capisova, avăndu etatia 64 ani cănd a termenat edificiul, dumiciliatu în acistu Principatu a Moldavei din anul 1826 mai 16, la urbia Tecuci. Terminarea s-a făcutu la 30 a lunii augustu, anul 1865, în zilile Măriei Sale Alisandru Ion I, Domnitorul Romănilor”.
Deasupra intrării în biserică se află o placă cu următoarea inscripție bilingvă eleno-română: 
„Γεωργίω Μεγαλομάρτυρι ανήγειρε τον ναόν τόνδε Αλέξιος Αναστασίου Ζαβαλέξη ο εκ Καπεσόβου του Ζαγορίου της Ηπείρου
Santului Gheorghie marele martiru i sau inaltatu acestu templu de catre Alessie Anastasiu Zavalessi din orasiului Capesovo din Zacorio in Epir.”
Partea elenă a inscripției poate fi tradusă astfel: „"Acest templu, închinat Sf. Mare Mucenic Gheorghe, a fost înălțat de Alexios Anastasiou Zavalexi, originar din Kapesovo din Zagori, Epi"”.
Satul a purtat inițial numele de Brehoaia, după numele unui alt vechi proprietar pe nume Brehoiu. Alexie Anastasiu Jevalexi a cumpărat această moșie, după unele surse, de la un anume Leon Vasiliu care era din târgul Nicorești. După 1865, denumirea satului a fost schimbată în Călmățui, după pârâul Călmățui (afluent al Siretului) ce curgea prin apropiere.
În anul 1868, după moartea ctitorului, întreaga moșie a revenit nepotului său, Dimitrie (Tache) Petre Anastasiu (1836-1900), de profesie jurist. Acesta a fost o importantă personalitate a epocii, îndeplinind demnități publice cum ar fi cea de prefect al județului Tecuci (1877-1878, 1881-1891), precum și cele de deputat și senator.  
În articolul „Pașa de Tecuci”, publicat la 4 iulie 1884 în ziarul Vocea Covurluiului, gazetarul A. Radu elogia personalitatea lui Tache Anastasiu, care a realizat atâtea lucruri într-un timp scurt. Ziaristul enumera astfel realizările prefectului: „a început și terminat lucrările la șoselele din Tecuci, a terminat anul trecut o frumoasă clădire pentru școala de băieți nr. 1, acum se ridică un nou local pentru școala de băieți pe locul dăruit de D. Tache Anastasiu, localul școlii de fete nr. 1 se ridică acum, palatul justiției cu o sală mare pentru Curtea de jurați s-a terminat acum doi ani, palatul Primăriei cu etajul de sus pentru primirea oaspeților este terminat, un teatru frumos s-a ridicat în Tecuci care servește și ca hală pentru expoziție, un turn de observație, iar comunele rurale le-a dotat cu localuri de școală”.
Boierul Dimitrie P. Anastasiu a murit în anul 1900. Prin testamentul său, întocmit la 27 decembrie 1897, el și-a lăsat întreaga avere Academiei Române. Înaltul for cultural al României a înființat Fundația Tache Anastasiu, prin care a înființat o școală primară în conacul din Călmățui și o școală agricolă (Școala de Agricultură a Academiei) la conacul din Țigănești. Lângă conacul din Călmățui au fost construite și alte anexe care vor fi utilizate drept internat pentru copiii care nu erau din sat. Orice copil care era bun la învățătură urma să fie ajutat financiar și îndrumat spre școli universitare. 
De asemenea, Academia Română trebuia să se îngrijească și de biserica din Călmățui, ocupându-se de achiziționarea și păstrarea celor necesare desfășurării activității religioase, precum și de plata salariilor preoților, cântăreților și a paracliserului. Prin testament, Tache Anastasiu cerea ca hramul bisericii să fie schimbat, fiind ales ca ocrotitor Sfântul Mare Mucenic Dimitrie. În fiecare an, de sărbătoarea hramului, urma să se facă o slujbă de pomenire a binefăcătorului și familiei sale.
De asemenea, soția lui Dimitrie P. Anastasiu, Elena (fiica Elenei și a lui Ioan Roșu din Focșani), a efectuat acțiuni cu caracter filantropic. A împărțit familiilor sărmane ajutoare bănești înaintea Crăciunului și a Paștelui, a înzestrat cu bani mai multe fete sărace din Tecuciului, a acordat burse pentru ajutorul mai multor eleve spre continuarea studiilor. Ea a continuat acțiunile de binefacere și după moartea soțului, pentru care Academia Română i-a acordat în anul 1910 „Medalia de Aur”.
La sud-vest de clădirea bisericii se află un turn-clopotniță cu un etaj.

## Arhitectură și iconografie
Biserica „Sf. Dimitrie” din Călmățui este construită din cărămidă, având formă de cruce și cu două turle octogonale (una deasupra pronaosului și alta deasupra naosului). Absidele laterale au formă pentagonală. Pardoseala bisericii se află la 0,45 m sub nivelul suprafeței solului.
Interiorul lăcașului de cult este compartimentat în patru încăperi: pridvor, pronaos, naos și altar. În biserică se intră printr-o tindă joasă, de dimensiuni reduse. Naosul este despărțit de altar printr-o catapeteasmă din lemn sculptat.
Pereții interiori ai bisericii au fost pictați înainte de 1880 de un zugrav necunoscut. Pe bolta naosului este reprezentat Iisus Pantocrator, iar în cele patru colțuri sunt reprezentați cei patru evangheliști. Pe bolta altarului sunt pictate Încoronarea Maicii Domnului și Sf. Treime. Pe pereții altarului sunt pictați de la dreapta la stânga Sf. Alexandru, Sf. Iacob, Sfinții Trei Ierarhi (Grigore Bogoslovul, Ion Gură de Aur și Vasile cel Mare), Sf. Nicolae, Sf. Spiridon, Sf. Antonie, Sf. Atanasie, Sf. Modest, Sf. Ioan cel Milostiv și un sfânt necunoscut.
În clopotniță se află un clopot mare turnat în 1853 la Brașov de un meșter sas, după cum arată următoarea inscripție: „Gegossen von Albert Gottschling in Kronstadt 1853”.

## Morminte în curtea bisericii
În spatele altarului se află mormântul căminăresei Safta Anastasiu (1817-1846), pe care se află o lespede funerară cu următoarea inscripție în limba română cu caractere chirilice:
„(...) Sub această peatră veșnic odihnește caminareas(a) Safta Anastasiu născută Tociu (?) sevărșită din vieață la april 1846 în vărstă de douăzeci și optu de ani și jumătate, trecătoriul pe aice să zică Domnul so erte că și el e muritoriu.”
În semn de recunoștință față de donatorul Tache Anastasiu, Academia Română a construit în curtea bisericii, în partea de nord, un cavou din marmură albă și o cruce neagră din marmură neagră de Carrara cu o înălțime de 4,50 m. Pe crucea neagră se află o inscripție simplă: „TACHE P. ANASTASSIV 1836-1900”.

## Imagini

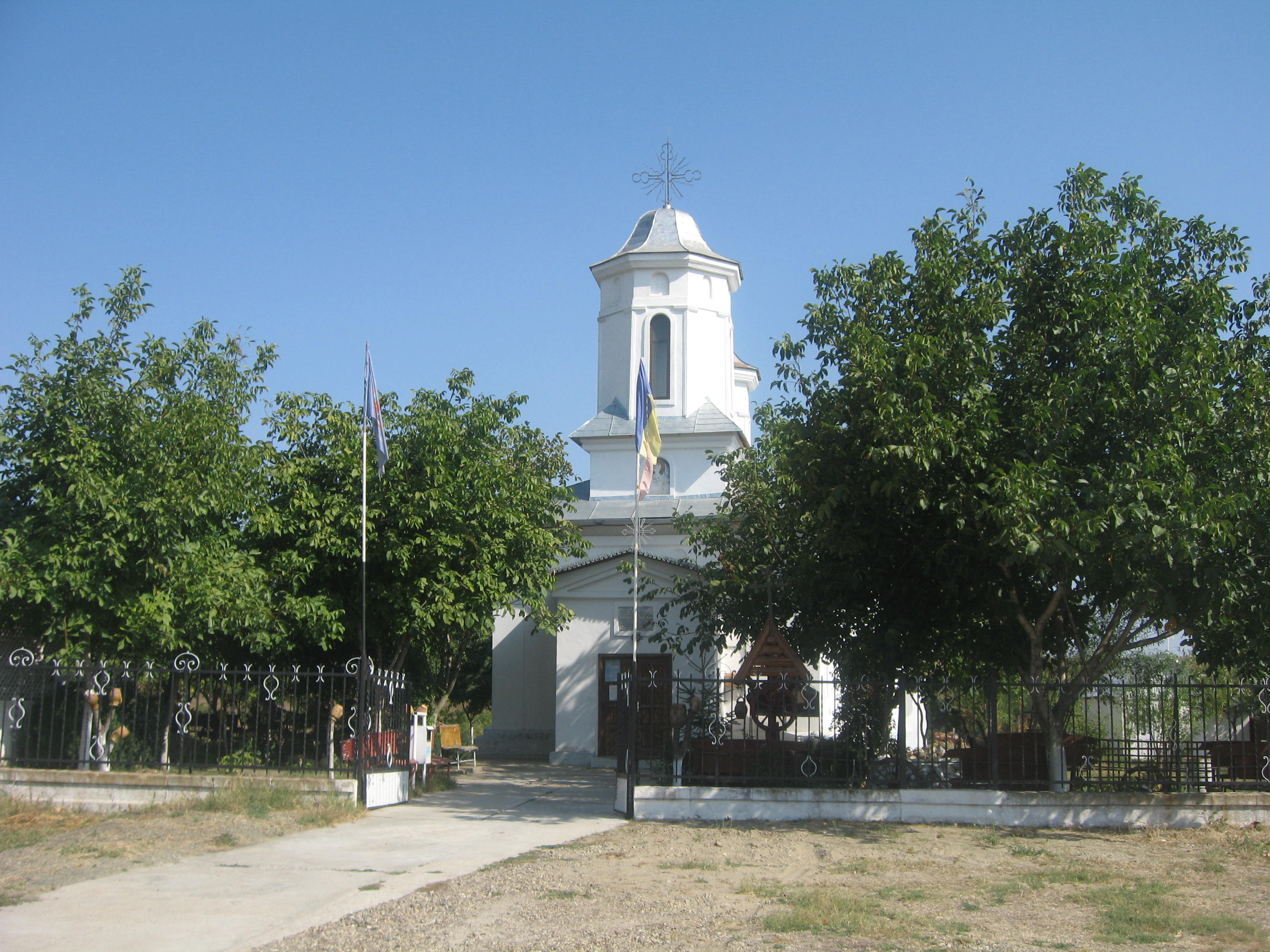
Biserica „Sf. Dimitrie” din Călmățui
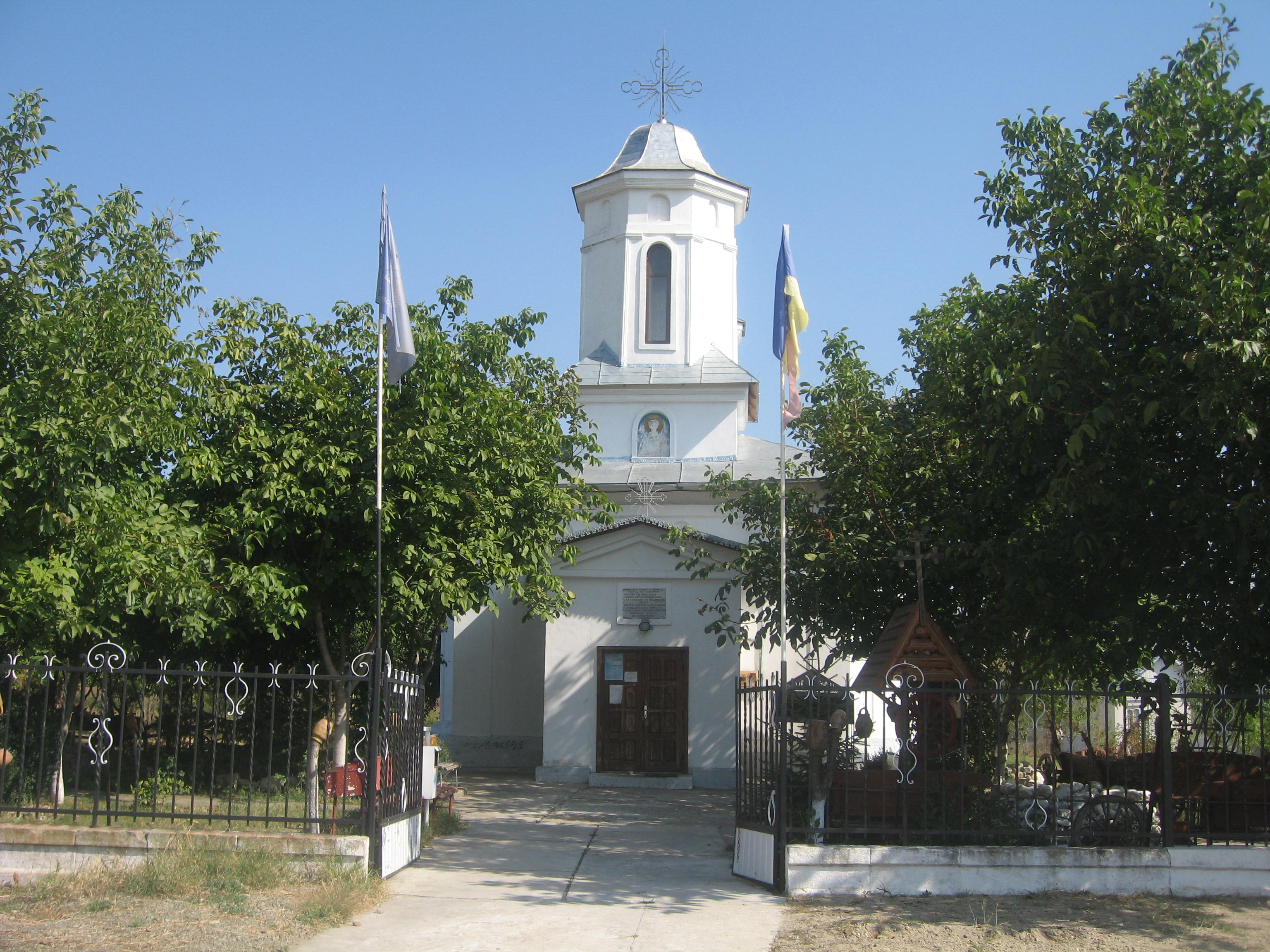
Vedere dinspre vest
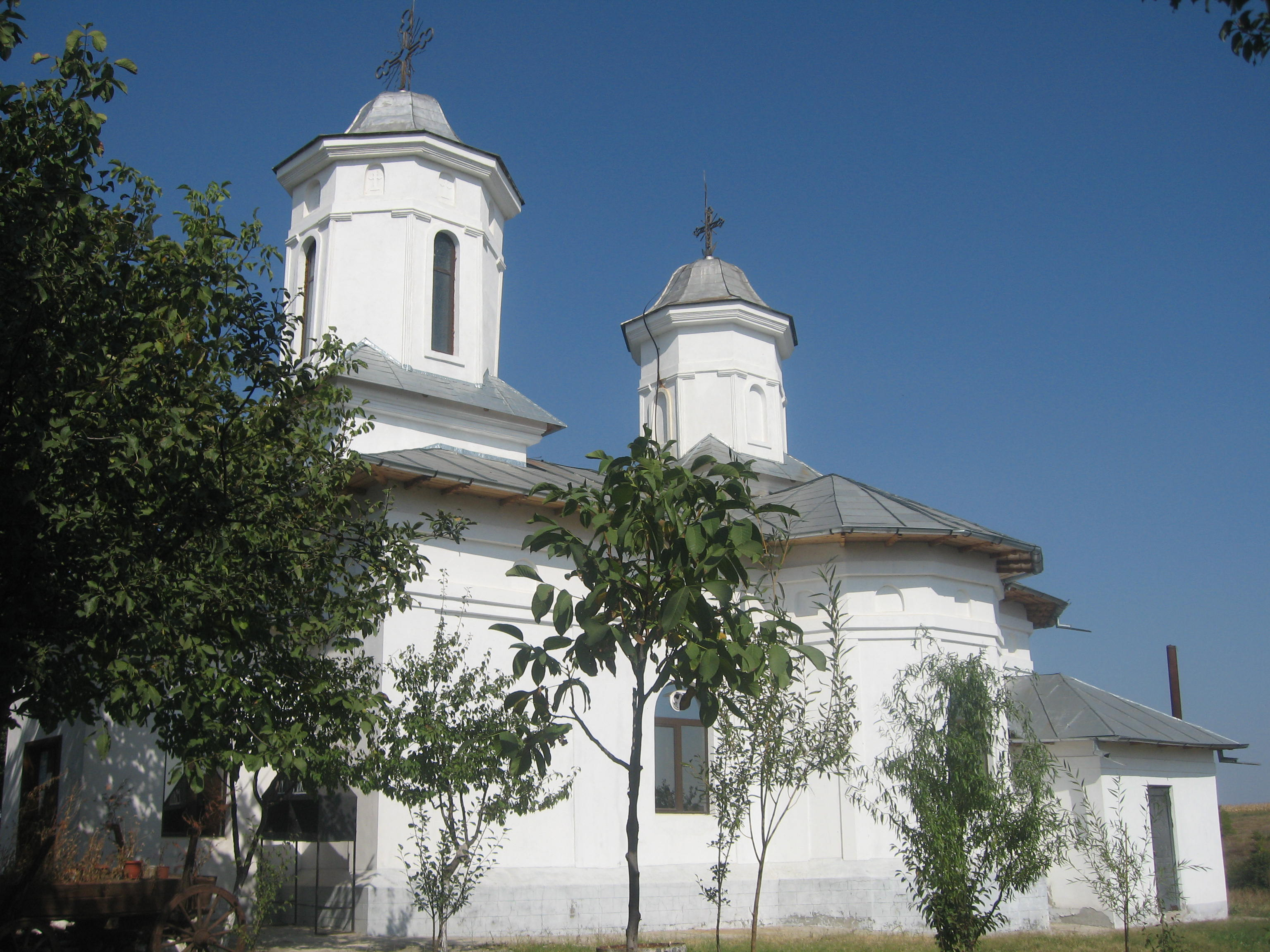
Vedere dinspre sud-vest
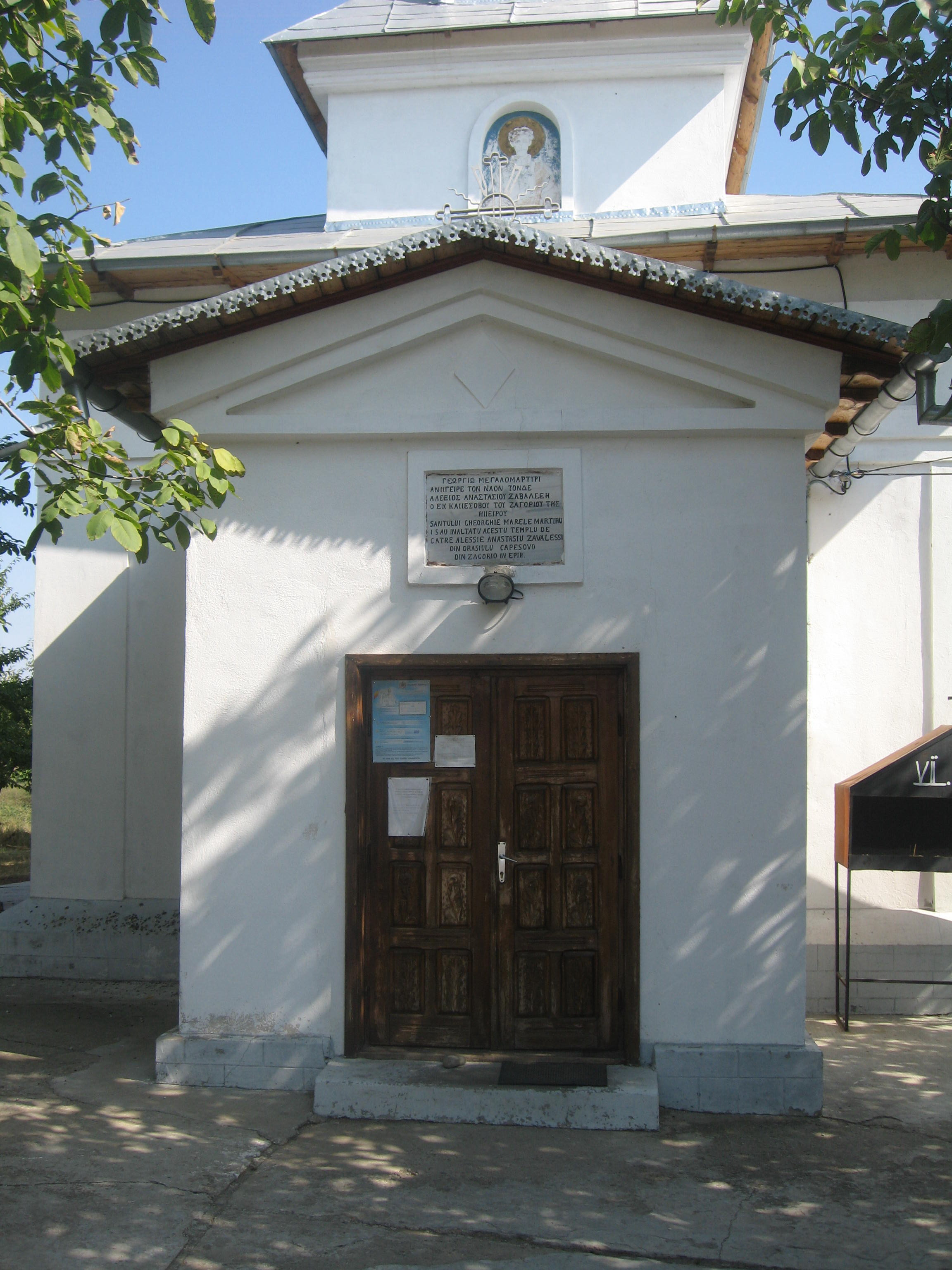
Intrarea în biserică
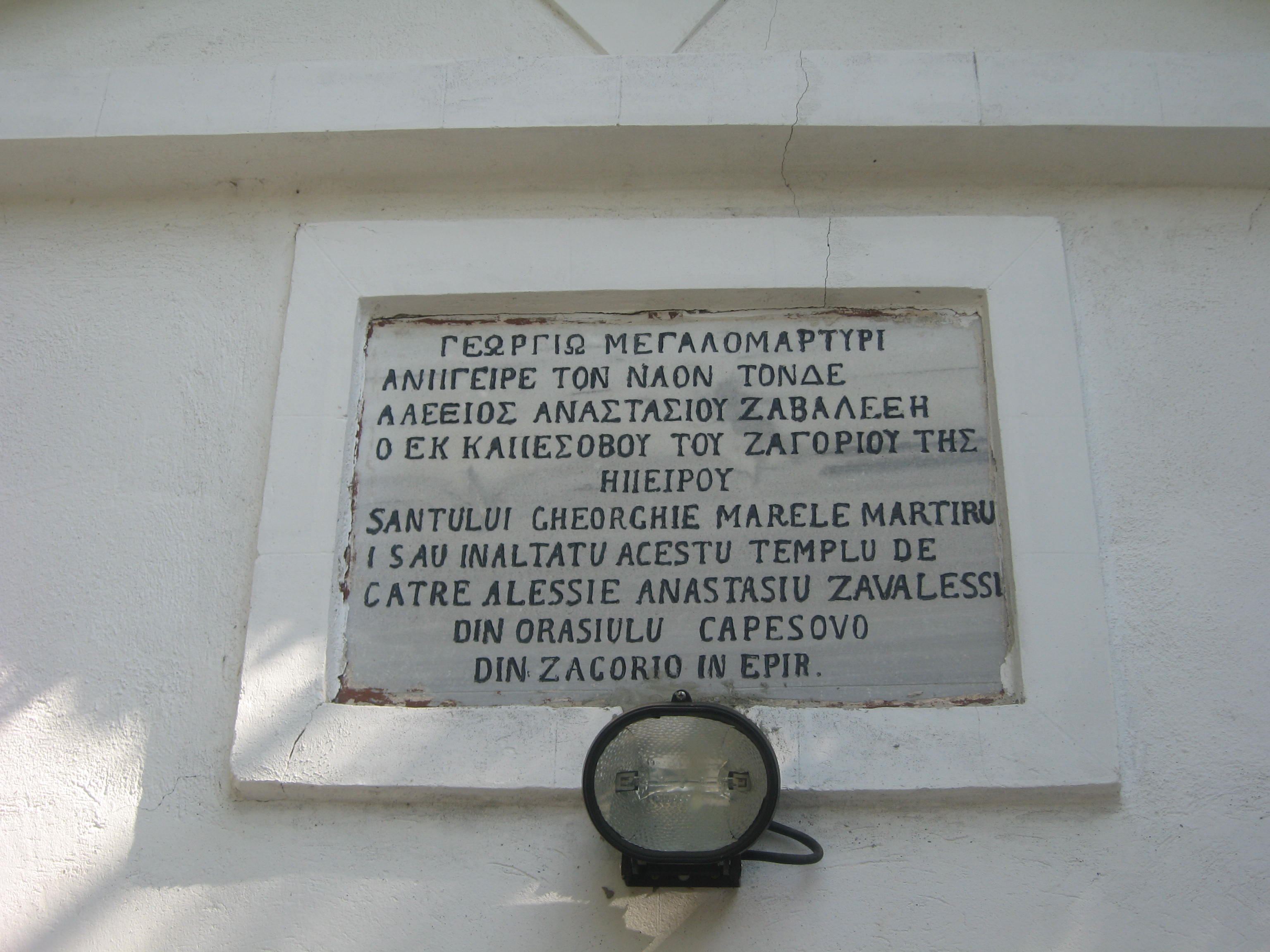
Pisania
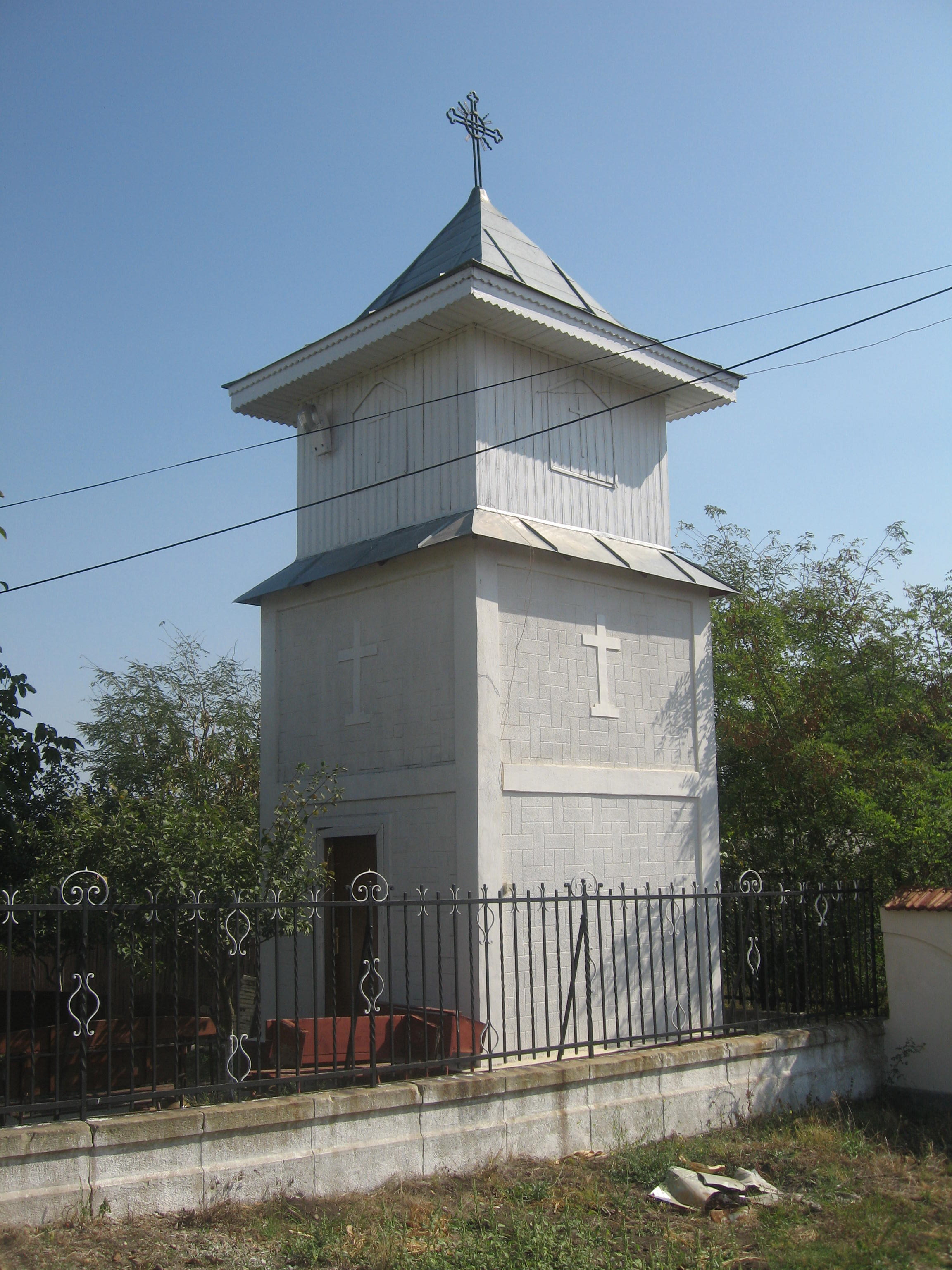
Turnul clopotniţă
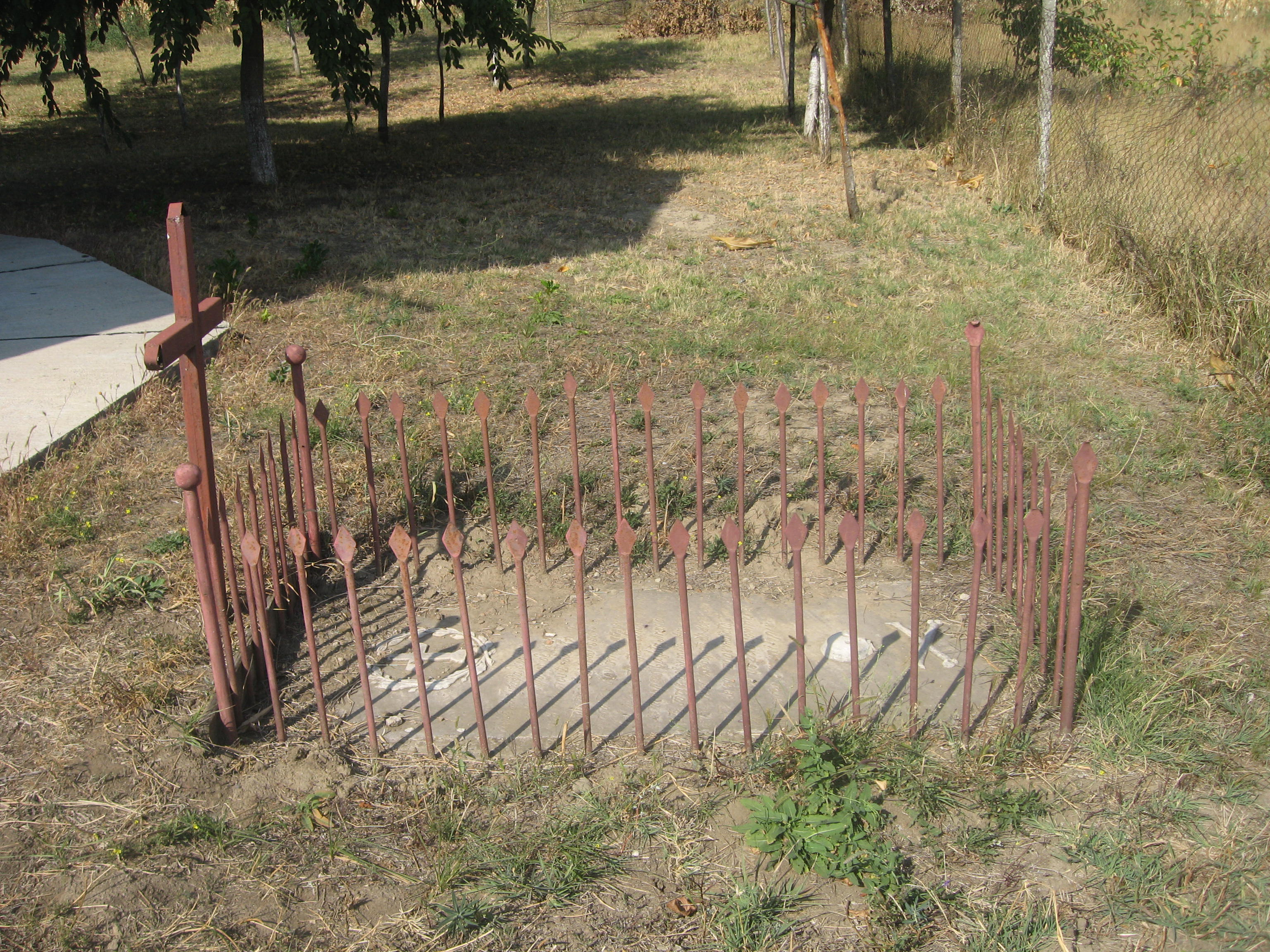
Mormântul Saftei Anastasiu
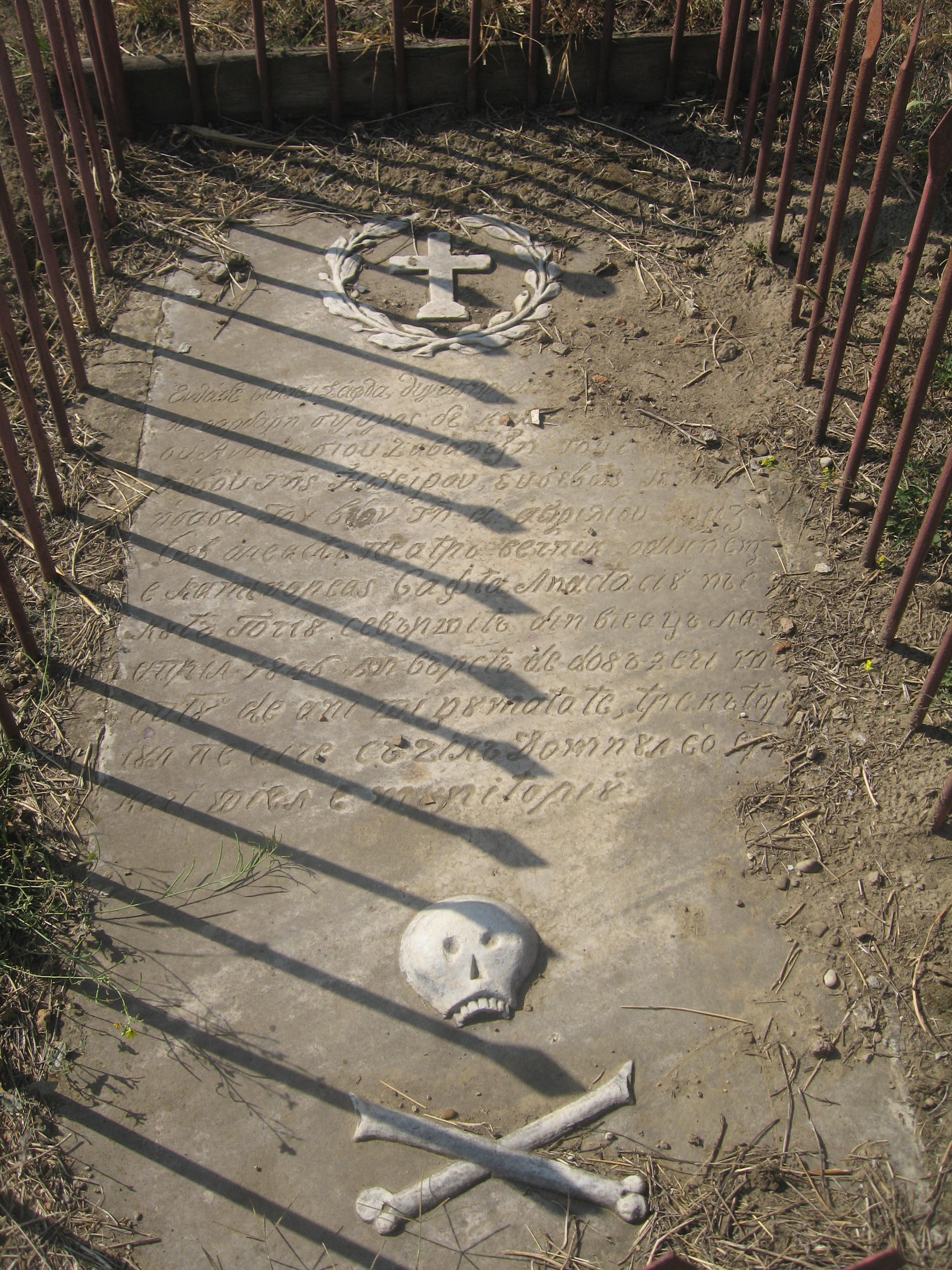
Lespedea funerară a Saftei Anastasiu
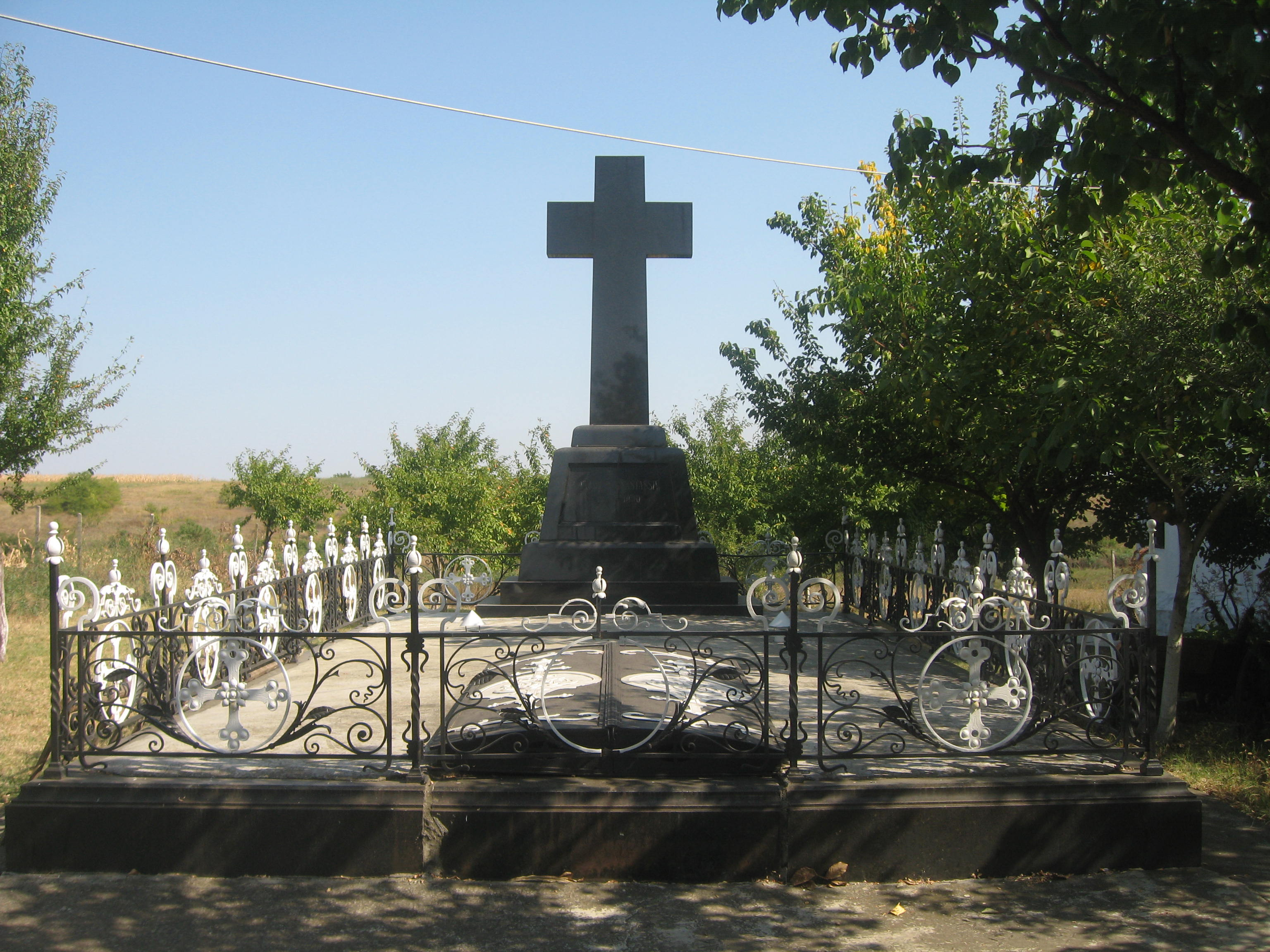
Cavoul lui Tache Anastasiu
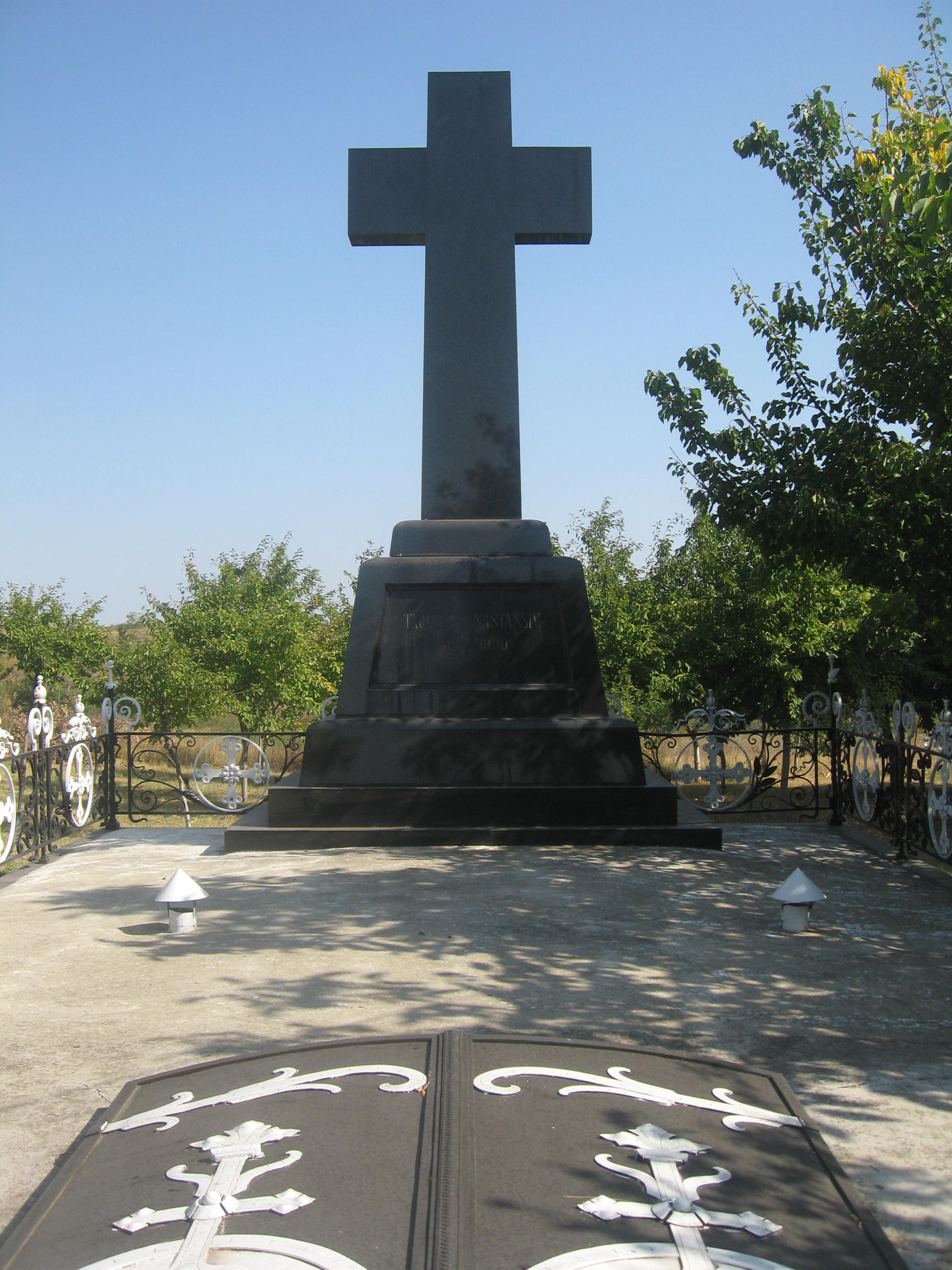
Crucea de marmură a lui Tache Anastasiu